# Albrecht Eugeniusz Wirtemberski
Albrecht Eugeniusz Maria Filip Karol Józef Fortunat Wirtemberski (ur. 8 stycznia 1895 w Stuttgarcie, zm. 24 czerwca 1954 w Schwäbisch Gmünd) – książę wirtemberski.

## Życiorys
Syn księcia Albrechta Wirtemberskiego i Małgorzaty Zofii Habsburg. Był młodszym bratem Filipa II Wirtemberskiego.
W połowie lutego 1918 roku został wysunięty przez stronę niemiecką jako kandydat na króla Polski, jednak kandydatura nie zyskała aprobaty strony austriackiej.
24 stycznia 1924 roku ożenił się z księżniczką Nadeżdą Koburg, córką cara Bułgarii Ferdynanda i Marii Luizy Burbon-Parmeńskiej. Po śmierci króla Wilhelma II w 1921 roku został właścicielem majątku w Pokoju. Zamieszkiwał tam wraz z rodziną w latach 1926–1928.
W czasie II wojny światowej książę Albrecht wraz z żoną byli nieustannie nękani przez nazistów. Pod koniec II wojny światowej, carem Bułgarii został Symeon II, bratanek księżniczki Nadeżdy. W 1946 został on obalony przez komunistów. Bułgarska rodzina królewska znalazła schronienie w Egipcie. Książę Albrecht i księżna Nadeżda wspomagali finansowo swych bułgarskich krewnych.
Po wojnie mieszkał w Niemczech. Zmarł 22 czerwca 1954 roku.

## Potomstwo
Albrecht Eugeniusz i Nadeżda mieli pięcioro dzieci:
- Ferdynanda Eugeniusza (ur. 3 kwietnia 1925)
- Małgorzatę (ur. 25 listopada 1928 zm. 10 czerwca 2017)
- Eugeniusza (ur. 2 listopada 1930), ożenił się z Aleksandrą Habsburg (ur. 21 maja 1935), małżeństwo to zostało anulowane.
- Aleksandra (ur. 5 marca 1933)
- Zofię (ur. 16 lutego 1937)

## Genealogia
| Prapradziadkowie                            | książę Wirtemberski Aleksander Wirtemberski (1771-1833) ∞ 1798 Antonina Sachsen-Coburg-Saalfeld (1779-1824) | król Francuzów Ludwik Filip I Burbon (1773-1850) ∞1809 Maria Amelia Burbon-Sycylijska (1782-1866)   | książę Cieszyński Karol Ludwik Habsburg (1771-1847) ∞1815 Henrietta Nassau-Weilburg (1797-1829)    | król Bawarii Ludwik I Wittelsbach (1786-1868) ∞1810 Teresa Wettyn (1792-1854)                      | cesarz Austrii Franciszek II Habsburg (1768-1835) ∞ 1790 Maria Teresa Burbon-Sycylijska (1772-1807)           | król Bawarii Maksymilian I Józef Wittelsbach (1756-1825) ∞ 1797 Karolina Fryderyka Badeńska (1776-1841)       | król Obojga Sycylii Franciszek I Burbon (1777-1830) ∞1802 Maria Izabela Burbon (1789-1848)                    | książę Cieszyński Karol Ludwik Habsburg (1771-1847) ∞1815 Henrietta Nassau-Weilburg (1797-1829)               |
| Pradziadkowie                               | książę Wirtemberski Aleksander Fryderyk Wirtemberski (1802–1881) ∞ 1837 Maria Orleańska (1813–1839)         | książę Wirtemberski Aleksander Fryderyk Wirtemberski (1802–1881) ∞ 1837 Maria Orleańska (1813–1839) | książę Cieszyński Albrecht Fryderyk Habsburg (1817-1895) ∞ 1844 Hildegarda Wittelsbach (1825–1864) | książę Cieszyński Albrecht Fryderyk Habsburg (1817-1895) ∞ 1844 Hildegarda Wittelsbach (1825–1864) | arcyksiążę Franciszek Karol Habsburg (1802–1878) ∞ 1824 Zofia Wittelsbach (1805–1872)                         | arcyksiążę Franciszek Karol Habsburg (1802–1878) ∞ 1824 Zofia Wittelsbach (1805–1872)                         | król Obojga Sycylii Ferdynand II Burbon (1810-1859) ∞ 1837 Maria Teresa Habsburg (1816-1867)                  | król Obojga Sycylii Ferdynand II Burbon (1810-1859) ∞ 1837 Maria Teresa Habsburg (1816-1867)                  |
| Dziadkowie                                  | książę Wirtemberski Filip Wirtemberski (1838-1917) ∞ 1865 Maria Teresa Habsburg (1845-1927)                 | książę Wirtemberski Filip Wirtemberski (1838-1917) ∞ 1865 Maria Teresa Habsburg (1845-1927)         | książę Wirtemberski Filip Wirtemberski (1838-1917) ∞ 1865 Maria Teresa Habsburg (1845-1927)        | książę Wirtemberski Filip Wirtemberski (1838-1917) ∞ 1865 Maria Teresa Habsburg (1845-1927)        | arcyksiążę Karol Ludwik Habsburg-Lotaryński (1833–1896) ∞ 1862 Maria Annunziata Burbon-Sycylijska (1843-1871) | arcyksiążę Karol Ludwik Habsburg-Lotaryński (1833–1896) ∞ 1862 Maria Annunziata Burbon-Sycylijska (1843-1871) | arcyksiążę Karol Ludwik Habsburg-Lotaryński (1833–1896) ∞ 1862 Maria Annunziata Burbon-Sycylijska (1843-1871) | arcyksiążę Karol Ludwik Habsburg-Lotaryński (1833–1896) ∞ 1862 Maria Annunziata Burbon-Sycylijska (1843-1871) |
| Rodzice                                     | książę Wirtemberski Albrecht Wirtemberski (1865-1939) ∞1893 Małgorzata Zofia Habsburg (1870-1902)           | książę Wirtemberski Albrecht Wirtemberski (1865-1939) ∞1893 Małgorzata Zofia Habsburg (1870-1902)   | książę Wirtemberski Albrecht Wirtemberski (1865-1939) ∞1893 Małgorzata Zofia Habsburg (1870-1902)  | książę Wirtemberski Albrecht Wirtemberski (1865-1939) ∞1893 Małgorzata Zofia Habsburg (1870-1902)  | książę Wirtemberski Albrecht Wirtemberski (1865-1939) ∞1893 Małgorzata Zofia Habsburg (1870-1902)             | książę Wirtemberski Albrecht Wirtemberski (1865-1939) ∞1893 Małgorzata Zofia Habsburg (1870-1902)             | książę Wirtemberski Albrecht Wirtemberski (1865-1939) ∞1893 Małgorzata Zofia Habsburg (1870-1902)             | książę Wirtemberski Albrecht Wirtemberski (1865-1939) ∞1893 Małgorzata Zofia Habsburg (1870-1902)             |
| Albrecht Eugeniusz Wirtemberski (1895-1954) | | | | | | | | |